# Klokotnitsa Ridge
Der Klokotnitsa Ridge (englisch; bulgarisch хребет Клокотница chrebet Klokotniza) ist ein abgerundeter, in nord-südlicher Ausrichtung 12 km langer, 4 km breiter und bis zu 1554 m hoher Gebirgskamm auf der Trinity-Halbinsel des Grahamlands auf der Antarktischen Halbinsel. Er ragt 28,8 km südöstlich des Kap Kater und 26,7 km südlich des Kap Kjellman auf der Nordwestseite des Detroit-Plateaus auf. Der Dragor Hill und der Borovan Knoll sind zwei nördliche Ausläufer des Gebirgskamms. Seine steilen West-, Nord- und Osthänge sind teilweise unvereist. Der Whitecloud-Gletscher liegt westlich und der McNeile-Gletscher östlich von ihm.
Deutsche und britische Wissenschaftler kartierten ihn 1996. Die bulgarische Kommission für Antarktische Geographische Namen benannte ihn 2016 nach der Ortschaft Klokotniza im Süden Bulgariens.